# سیارک ۳۴۴۷
سیارک ۳۴۴۷ (به انگلیسی: 3447 Burckhalter، نامگذاری:1956SC) سه هزار و چهارصد و چهل و هفتمین سیارک کشف شده‌است که در ۲۹ سپتامبر ۱۹۵۶ کشف شد.
قدر مطلق سیارک برابر ۱۲٫۶۰ است.